# Totale oorlog
Een totale oorlog is een oorlog waarin niet uitsluitend de legers, maar de gehele maatschappij meevecht. Dit maakt ook burgerdoelwitten een legitiem doelwit. De Tweede Wereldoorlog is het meest sprekende voorbeeld van de totale oorlog, maar er zijn ook andere totale oorlogen geweest, zoals de Eerste Wereldoorlog, de Bosnische Burgeroorlog en de Irak-Iranoorlog.

## Oorzaken
Bij de tribale traditionele samenleving werd oorlog gevoerd door mannelijke krijgers, die zich tegenover elkaar opstelden en één tegen één vochten. Bij verwonding werd de strijd gestaakt en de verliezer trok zich terug. In de loop der eeuwen is oorlog grimmiger geworden. IJzer, het zwaard, de falanx, het buskruit, vuurwapens, de mijn, de mitrailleur, de tank en de massavernietigingswapens deden hun intrede: stuk voor stuk uitvindingen die waren ontworpen om zo veel mogelijk slachtoffers te maken. Grote legers dienstplichtigen hakten op elkaar in en het sterftecijfer steeg van 5% in de Oudheid naar 60% bij sommige Iraakse gifgasaanvallen in de Irak-Iranoorlog.
Daarnaast veranderde de perceptie. In de Europese Middeleeuwen waren de meeste mensen horigen die slechts hun dorp kenden, plus wellicht de plaatselijke edelman als directe heerser. Of deze nu gehoorzaamheid verschuldigd was aan de Franse of Engelse koning of de Duitse keizer maakte niets uit, werken en belasting betalen moest hij toch. Ook maakte de taal weinig verschil: iedere streek had zijn eigen dialect en aan de hoven werd toch door iedereen Frans gesproken. In de 19e eeuw consolideerden staten zich. Uitvindingen als de trein en de telegraaf maakten de wereld kleiner, waardoor centrale regeringen betere controle over hun onderdanen kregen en deze onderdanen ook meer contact met elkaar. Belangstelling voor de eigen taal, volk en geschiedenis ontstond. De opkomst van de genetica leidde zelfs tot theorieën dat het eigen ras of volk een grotere biologische perfectie had. De opkomst van de verzorgingsstaat leidde tot een grotere loyaliteit.

## Kenmerken
Kenmerken van een totale oorlog zijn:
- Iedereen in de maatschappij dient zijn steentje bij te dragen. Mannen gaan in het leger (dienstweigering, ook op morele gronden, wordt als laf en zwak gezien). Wie niet in het leger kan, helpt mee in de fabriek, ook de vrouwen. In een aantal gevallen worden zelfs kinderen voor oorlogsdoeleinden ingezet, zoals in nazi-Duitsland de Hitlerjugend tussen 1941 en 1945 werd ingezet voor onder meer luchtdoelgeschut. Er werden ook kinderen ingezet in Iran in de Irak-Iranoorlog.
- Extreme spontane uitbarstingen van nationalisme, die vaak aan massahysterie grenzen. Eervolle "ridder"strijd bestaat niet, de vijand wordt als in- en inslecht afgeschilderd, en zal dan ook met alle middelen bestreden moeten worden. Staatsburgers en diplomaten van het vijandelijk land, alsmede zij die van verraad worden beschuldigd, zijn hun leven niet zeker. In 1913 werd oorlogspropaganda gemaakt door de Grieken tegen de Bulgaren door middel van posters waarop een Griek een Bulgaar opeet (Bulgarophagos, Bulgaareter) of de ogen uitsteekt. Lynchpartijen komen voor, al dan niet aangemoedigd van hogerhand.
- De oorlog wordt niet meer een middel om een politiek doel na te streven, maar begint een doel op zich te worden. Omdat er zoveel is geïnvesteerd moet er immers ook een flinke overwinning tegenover staan! En daarvoor is weer veel geld en mankracht nodig. En zo is de vicieuze cirkel rond. Vredesonderhandelingen mislukken dan ook meestal door de onredelijke zware eisen die beide zijden stellen. Het wordt een "alles of niets"-situatie.
- Er worden weinig of geen krijgsgevangenen gemaakt. Je overgeven wordt immers gezien als laf, bovendien komen overgavetrucs (naar de vijand gaan met de witte vlag en dan van vlakbij schieten) voor.
- De strijd wordt op de meest gruwelijke manieren uitgevochten, met als oogmerk het maken van zo veel mogelijk slachtoffers. Dit varieert van de genoemde overgavetrucs tot het gebruik van gifgas, dumdumkogels en andere verboden wapens. Ook hier is sprake van een vicieuze cirkel: de gruwelen voeden de wederzijdse haat, de haat voedt de oorlog en de oorlog voedt weer de gruwelen.
- De burgers zijn doelwit. Als de maatschappij die de legers ondersteunt instort, zullen de legers zelf ook instorten. In de Slag om Verdun ging het eerst om een strategisch voordeel te behalen, maar na de eerste bloedige maanden ging het niet meer om de terreinwinst, maar om het Franse leger zich te laten doodvechten. De filosofie hierachter was dat de Franse maatschappij dan wel vanzelf zou instorten. Ook de luchtbombardementen op Rotterdam, Dresden, Tokio, Hiroshima en Nagasaki uit de Tweede Wereldoorlog, de gifgasaanvallen op Iran en Halabja en de concentratiekampen in Zuid-Afrika en Bosnië en Herzegovina zijn hier voorbeelden van.
- In dit plaatje past ook het aanmoedigen van sociale onrust bij de vijand. Voorbeelden hiervan zijn in de Eerste Wereldoorlog het Rusland binnensmokkelen van Lenin door de Duitsers in 1917, de Ottomaans-Duitse poging tot het aanzetten van geallieerde moslims tot opstand door middel van het uitroepen van de jihad en het veroorzaken van de Arabische opstand door de Brit Thomas Edward Lawrence (Lawrence of Arabia). Ook dit is een breuk met het verleden toen dit soort tactieken als oneervol golden.
- Massale aantallen slachtoffers in naam van "het vaderland", uitputting van de een door de ander totdat een doorbraak kan worden geforceerd, zelfs indien dit gedeeltelijke zelfvernietiging impliceert. In het uiterste stadium worden zelfs kinderen en bejaarden ingezet. Het kan gezien worden als het laatste stadium van een conflict, waarbij alle remmen losgaan en geen enkel middel wordt geschuwd.